# Ливањска сахат-кула
Ливањска сахат-кула налази се у склопу комплекса највеће џамије у граду Ливну, џамије Хаџи Ахмета Дукатара, зване још и Главица.
Саграђена је доласком османија у Ливно на простору ливањске Цркве Св. Луке. На то указује и дан данас зидни камен и архитектура џамије. Рушење црквеног комплекса се покушава систематки заташкати од босанских националиста. Цијели се историјски комплекс налази на посебној узвисини у склопу брда Башајковац, који доминира над градом Ливном. Дукатарева џамија и сахат-кула смјештене су у историјском језгру старог Ливна, у ливањском Горњем граду или на Фехри, која је настала током четиристољетног османског периода у Босни и Херцеговини на рушевинама бившег каптола бистричког града. Дукатарева џамија је, са нешто касније изграђеном сахат-кулом, најрепрезентативнији објекат османске градње у ливањском крају и један од најљепших примјера босанске традиционалне сакралне архитектуре из османског доба. Она у својим темељима чува бројна стољећа бурне ливањске историје, од ранохршћанске римске базилике преко остатака хрватске Цркве Св. Луке. Рапко Орман, познати ливањски пјесник и прозаист у својој књизи „Благо под куполом“ о Главици каже: „Стољећима је по њој препознатљив град, вјековима сија међу симболима“. Он јој даје почасно мјесто међу свих 17 градских џамија, које је Ливно имало током своје превртљиве историје, од којих је данас у самом граду остало тек њих пет. Пореди је са величанственим примјерима османске сакралне архитектуре у Босни и Херцеговини и ставља је у исти ред са сарајевском Гази Хусрев-беговом, бањалучком Ферхадијом, мостарском Карађозбеговом или Алаџа џамијом у Фочи. Слике џамије и сахат-куле су обишле цијели свијет и биле су некима непримјерена, а некима драга разгледница из ливањског краја, која се данас у Ливну нажалост или на срећу не може више наћи.
Конвенционални сат на сахат-кули појавио се у Ливну у исто вријеме, кад и у осталим градовима у земљи, а служио је показивању времена. Како су ручни сатови били привилегија само богатих и имућних ливањских бегова и трговаца, сахат-кула је имала функцију општег добра. По њој су Ливњаци равнали своје дневне обавезе, одласке у џамију, чаршију, посјете пријатељима, а с њом су ишли и у корак са новим временом. Новији извори не прецизирају кад је сат изгубио своју првобитну намјену. Прича каже да га је по своме повлачењу из Ливна крајем Првог свјетског рата демонтирала аустроугарска управа и однијела у правцу Аустрије као сјећање на своје вријеме у Ливну и Босни и Херцеговини. Цијели историјски комплекс Дукатареве џамије и сахат-куле био је темељно саниран током 1960-их годинама, но у годинама што су услиједиле ни Дукатарева џамија, ни сахат-кула на Топовима (према народном предању испред џамије су били закопани топови постављени у случају напада Млетака, који као и цијели комплекс гледају према Далмацији) нису служиле својој првобитној намјени. По завршетку посљедњег рата и оштећења које је претрпила од граната Хрватског вијећа обране као културни споменик за појединце прве категорије цијели је комплекс поново саниран уз свесрдну помоћ ливањских градских муслимана. Од некадашње ратне галерије и простора за пјесничка дружења поново је настало сакрално мјесто покајања и вјере. Ипак Државна комисија за очување националних споменика сматра да реконструкција комплекса џамије Хаџи Ахмеда Дукатара није прописно извршена, јер у радове нису били укључени компетентни стручњаци. Осим тога у склопу цијелог комплекса изграђена је и гасулхана, која се није најбоље уклопила у историјски амбијент џамије и сахат куле. Данас је џамија поново у својој функцији, а сат на сахат-кули опет броји своје некад заустављено ливањско вријеме по традицији звоника Цркве Св. Луке.
Ливањска сахат-кула се налази на привременој листи националних споменика Босне и Херцеговине.